# Pastoral Provision
Die Pastoral Provision ist eine seit 1980 bestehende Seelsorgeeinrichtung der römisch-katholischen Kirche in den Vereinigten Staaten. Sie gestattet die Errichtung von Personalpfarreien mit anglikanischen Gebräuchen unter der Leitung von Priestern, die von der Episkopalkirche in den Vereinigten Staaten (Episcopal Church in the USA) zur katholischen Kirche übergetreten sind und in ihr ordiniert wurden.

## Verbreitung
Pfarreien mit dem „Anglican use“ bestehen u. a. in den Bundesstaaten Massachusetts, Pennsylvania, South Carolina und Texas. Die Gemeinden feierten die Liturgie zunächst nach dem von der Gottesdienstkongregation des Heiligen Stuhls genehmigten, anglikanischen Book of Divine Worship. Mit Beginn des Kirchenjahrs, am ersten Adventssonntag 2015 gilt für die Gemeinden aller drei Personalordinariate das Messbuch Divine Worship: The Missal; schon vorher war das zugehörige Rituale Divine Worship – Occasional Services approbiert worden.
Die Einrichtung steht unter der Aufsicht der Kongregation für die Glaubenslehre. Als kirchlicher Delegat trägt Bischof Kevin Vann von Orange Verantwortung für die Anwendung der Pastoral Provision, ihm zur Seite steht Quan D. Tran als Sekretär.
Seit 1983 wurden in den Vereinigten Staaten über 70 katholische Priester mit anglikanischem Hintergrund geweiht, doch gibt es nur sieben Pfarreien mit Anglican use.
Außerhalb der Vereinigten Staaten galt die Pastoral Provision nicht. Doch ist die Aufnahme vormaliger anglikanischer Priester in die römisch-katholische Kirche auch in anderen Diözesen des englischsprachigen Raumes nicht ungewöhnlich. Der korporative Anschluss anglikanischer Pfarreien an die katholische Kirche hingegen wurde von kanadischen, britischen auch manchen US-amerikanischen Bischöfen über längere Zeit hinweg abgelehnt.
Eine generelle und weltweite Regelung für die gemeinschaftliche Aufnahme ehemaliger Anglikaner in die römisch-katholische Kirche schuf Papst Benedikt XVI. mit der Konstitution Anglicanorum coetibus vom 9. November 2009. Gemäß den Normen von Anglicanorum coetibus wurden am 15. Januar 2011 das Personalordinariat Unserer Lieben Frau von Walsingham für das  Vereinigte Königreich, am 1. Januar 2012 das Personalordinariat Kathedra Petri für die Vereinigten Staaten und am 15. Juni 2012 das Personalordinariat Unserer Lieben Frau vom Kreuz des Südens für Australien errichtet. 